# صاروخ الجماهيرية
صاروخ الجماهيرية هي سيارة رئاسية نموذجية في ليبيا وكانت من تصميم الرئيس الليبي معمر القذافي.

## سبب التسمية
سميت السيارة بالصاروخ لأن شكلها شبيه بمقدمة الصاروخ.

## البدايات
في الذكرى الثلاثين للثورة الليبية، ظهرت سيارة «صاروخ الجماهيرية»، وهي سيارة سيدان خضراء تتسع لخمسة ركاب، يزعم أنها كانت مزودة بأحدث الأجهزة الإلكترونية.
تم تقديم نموذج أولي للجمهور في الاجتماع السنوي لمنظمة الوحدة الأفريقية، في سبتمبر 1999.

## النموذج الأولي
بمناسبة الذكرى الأربعين للثورة الليبية، طورت شركة TESCO TS الإيطالية السيارة وفقًا لمواصفات معمر القذافي وهي أنه يجب استخدام المواد ذات الأصل الليبي فقط؛ ومن المفترض أن يكون تصميم السيارة قد صممه القذافي بنفسه.
كان النموذج الأولي لسيارة فاخرة مع وسائد هوائية، قطع غيار المركبات التي تمتص الصدمات ومصدات وكذلك نظام استشعار مجهزة، وزجاج نوافذها معتم عاكس للضوء.
السيارة مزودة بنظام دفاع كهربائي متكامل، وإطارات خاصة تمكنها من السير لأميال، حتى مع وجود إطار تالف، لتتناسب البيئة الصحراوية القاسية في ليبيا ووصفت بأنها «السيارة الأكثر أمانا في العالم».

## محرك السيارة
كمحرك، يجب أن تكون السيارة قد تلقت محرك بنزين V6 بقوة 230  حصان مع ثلاثة لترات من الإزاحة؛ ويقال إن هذا المحرك قد أعطى السيارة تسارعًا من 0 إلى 100 كم / ساعة في سبع ثوانٍ. وكان المحرك بسعر حوالي 50000 يورو، وكان القذافي، ينوي بناء مصنع مخصص لإنتاج هذه السيارة، بالتعاون مع شركات السيارات الإيطالية، لطرحها بالسوق الليبية، غير أن المشروع توقف وتكلفة النموذج 2000000 يورو.

## مصير السيارة
مكان وجود النموذج الأولي بعد الحرب الأهلية في ليبيا غير واضح.